# Because of a Woman
Because of a Woman è un film muto del 1917 diretto da Jack Conway. La sceneggiatura di George Elwood Jenks si basa su un soggetto di E. Magnus Ingleton. Di genere drammatico, il film aveva come interpreti Jack Livingston, Belle Bennett, George Chesebro, Louella Maxam.

## Trama
Noel Clavering, dopo essere stato falsamente accusato di aver tradito l'azienda di cui era responsabile commerciale, viene costretto a dimettersi dalla Everett Company. Senza prospettive, Noel lascia Muriel, la fidanzata, e parte per il West dove trova lavoro come telegrafista. Passa le sue giornate solitarie pensando a Muriel e fantasticando in un suo ritorno. Un giorno, nella piccola stazioncina persa nel deserto giunge Allan Barrett. L'uomo, suo rivale in amore, conferma i sospetti di Noel, che aveva sempre pensato a lui come il vero colpevole. Quando però Noel viene a sapere che Allan ha sposato Muriel, decide di non usare le confessione del rivale. Tornato a casa deciso a rivendicare l'onore perduto, Noel scopre che Muriel soffre l'abbandono del marito che, ormai, stanco di lei, la trascura per Valerie Greenaway, una bellezza di New York che visita la città. Per aiutare Muriel, Noel si mette a corteggiare Valerie e, ben presto, si accorge di essersi innamorato della ragazza. La felicità torna per tutti i quattro protagonisti della storia quando Noel e Valerie convolano a nozze e Muriel ed Allan tornano insieme.

## Produzione
Il film fu prodotto dalla Triangle Film Corporation.

## Distribuzione
Distribuito dalla Triangle Distributing, il film uscì nelle sale cinematografiche statunitensi il 16 dicembre 1917.
Le fonti contrastano circa la lunghezza del film che alcuni dichiarano in cinque rulli, mentre altri affermano che si tratti della prima produzione in sette rulli prodotta dalla Triangle.
Non si conoscono copie ancora esistenti della pellicola che viene considerata presumibilmente perduta.